# 山松鼠
山松鼠（Syntheosciurus brochus）是一種只生活於哥斯大黎加與巴拿馬的松鼠。可見於1900到2600公尺高的雨林。